# Петров, Платон Александрович
Платон Александрович Петров (род. в 1986 году в Ленинграде) — современный российский художник.

## Биография
Платон Петров, внук советского промышленного графика Марка Петрова, родился в 1986 году в Ленинграде. Окончил вечернюю художественную школу №1 на Фонтанке, Институт живописи, скульптуры и архитектуры имени И. Е. Репина, учился в Школе молодого художника фонда Pro Arte. С 2005 по 2016 год работал хранителем фондов живописи в музее Императорской Академии художеств. С 2013 года состоит в Союзе художников России. Участвовал в параллельной программе «Манифесты 10». В 2014 году вошёл в рейтинг 110 молодых перспективных художников по версии The Art Newspaper Russia.

## Творчество
Петров — молодой художник в поиске собственной темы и визуального стиля. Художник Филипп Кондратенко в рецензии на одну из выставок Петрова отмечал в творческом методе последнего переход от пост-арефьевских пейзажей, схожих с постимпрессионистскими работами Валентина Громова, к имп-арту в более поздних работах. С середины 2010-х годов основной художественной единицей Петрова стал квадрат, который олицетворяет замкнутое в себе сознание человека в его компактном окружении.Искусствовед Ирина Карасик в очерке для каталога выставки «Языком анимации» подчеркнула в антропоморфной геометрии Петрова наследие русского авангарда, опытов Тимура Новикова, Андрея Крисанова и других современных российских художников, работавших с геометрическими примитивами и представителей западного минимал-арта. Те же связи подчёркивала музеолог и искусствовед Наталья Безрукова. Из квадратов и других простейших геометрических форм Петров складывает фигуры людей, намеренно упрощённые и шаблонные, низведённые с уровня живописи на уровень легко реплицируемой печатной графики.
Работы Петрова находятся в собрании Русского музея и частных коллекциях в России и за рубежом. В частности, работы художника приобретал телеведущий Андрей Малахов.

## Выставки

### Персональные
- 2014 — «Персонификация», Navicula Artis, арт-центр «Пушкинская, 10», Санкт-Петербург
- 2015 — «Персонификация. Китай», Navicula Artis, арт-центр «Пушкинская, 10», Санкт-Петербург
- 2016 — «Поток сознания», галерея «Вертикаль», Санкт-Петербург
- 2018 — Futuristic Man, Metropolis Gallery by Francesco Attolini, Санкт-Петербург
- 2020 — № 2021, галерея «Дверь», арт-центр «Пушкинская, 10», Санкт-Петербург
- 2021 — № 2022, галерея «Дверь»[12]

### Групповые
- 2010 — «Небо в искусстве», Русский Музей (корпус Бенуа)[13]
- 2012 — II Фотобиеннале современной фотографии, Мраморный дворец[14]
- 2014 — «Живопись расширения», Музей Москвы[15]
- 2014 — «Изобретая автора», арт-центр «Пушкинская, 10»[16]
- 2017 — «Структуры», Русский музей[17]
- 2017 — «Дворцовый переворот» (выставка в рамках фестиваля современного искусства), Литейный дом княгини Юсуповой[18]
- 2018 — «Спорт есть молодость», музей современного искусства Эрарта[19]
- 2019 — «Абстракция в авангарде!», Центр современного искусства имени Сергея Курёхина[20]
- 2019 — V Фотобиеннале современной фотографии, Мраморный дворец[21]
- 2022 — «Современное российское искусство — языком анимации», Мраморный дворец[22]
- 2022 — «Четыре в квадрате — 16-летие галереи „Дверь“», Музей нонконформистского искусства[23]
- 2022 — «Accio! Абстракцио», Центр современного искусства Сергея Курёхина[24]